# سیارک ۵۲۵۲
سیارک ۵۲۵۲ (به انگلیسی: 5252 Vikrymov، نامگذاری:1985PZ1) پنج هزار و دویست و پنجاه و دومین سیارک کشف شده‌است که در ۱۳ اوت ۱۹۸۵ کشف شد.
قدر مطلق سیارک برابر ۱۳٫۳۰ است.